# Maersk Drilling
Maersk Drilling A/S er et dansk selskab med hovedsæde i Kongens Lyngby nord for København, som ejer og driver olieboreplatforme.
Det var tidligere ejet 100% af A.P. Møller-Mærsk, men blev i 2019 udskilt.
Maersk Drilling A/S er nu ejet af holdingselskabet Maersk Drilling Holding A/S der igen er ejet af The Drilling Company of 1972 A/S.
The Drilling Company of 1972 A/S blev selvstændigt børsnoteret på Nasdaq Copenhagen med børssymbolet DRLCO.
Storaktionær er APMH Invest og A.P. Møller og Hustru Chastine McKinney Møllers Familiefond.
Selskabet ejer i alt 23 rigge.[kilde mangler]